# 556372002 UX
(55637) 2002 UX25 كوكب قزم محتمل يدور حول الشمس في حزام كايبر وراء نبتون. ويستغرق مداره ما يقرب من 280 عاما، وله قمر واحد معروف. هذا القمر جعل من السهل حساب كتلة (55637) 2002 UX25، وعندما يعرف الحجم يمكن حساب الكثافة. ولقد فجأت كثافة هذا الجرم المنخفضة والبالغة حوالي 0.82 جم / سم 3 علماء الفلك.
(55637) 2002 UX25 جسم حزام كايبر كلاسيكي متوسط الحجم مماثل لحجم إلى 20000 فارونا. وجرم وراء نبتوني قدرة المطلق 4.0  مما يجعلة كوكب قزم مرجح جدا.وتقدر نتائج مقراب الفضاء سبيتزر أن يكون قطرة في حدود 681 كم وتم اكتشافه في 30 أكتوبر 2002، من قبل برنامج سبايس واتش.

## التصنيف
(55637) 2002 UX25 لة حضيض (أقرب نقطة من الشمس) 36.7 وحدة فلكية،  والتي سوف يصل إاليها بعد ذلك في عام 2065. اعتبارا من عام 2010،(55637) 2002 UX25 يبعد 41 وحدة فلكية من الشمس.

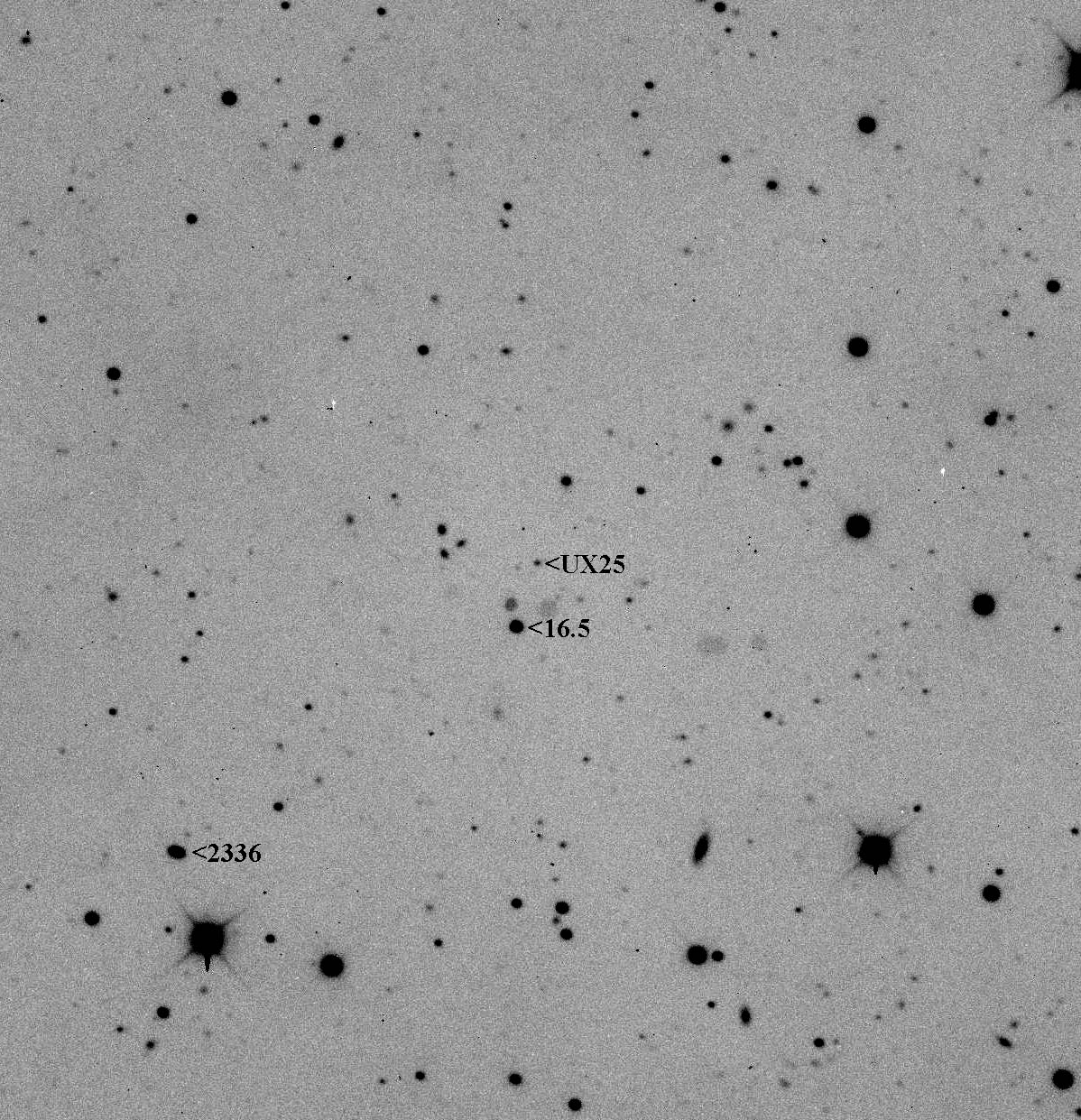
(بقدر ظاهري 19.9) كما رصدة مقراب تلسكوب 24" نظام أرإس البصري

مركز الكواكب الصغيرة يصنف (55637) 2002 UX25 كبيوانو  في حين أن المسح البروجي العميق يصنفه على أنه جرم قرص متفرق.
(55637) 2002 UX25 لوحظ 60 مرة في صور مستدرة تعود إلى عام 1991.

### وضع كوكب قزم
يقدر قطر (2002 UX25) في حدود 665 ± 29 كم، ويعتقد أن معظم الأجسام الجليدية ذات أقطار أكبر من 400 كم كروية الشكل موقع مايكل براون على الإنترنت يسرد هذا الجرم بأعتبارة كوكب قزم مرجح جدا . ومع ذلك، فإن تحليل سعة المنحنى الضوئي يشكك في هذة ألإحتمالية.

## الخصائص الفيزيائية
تباين السطوع البصري المرصود يتناسب مع فترة مدتها 14.38 أو 16.78 ساعة (اعتمادا على ذروة واحدة أو منحنى ذروته مزدوجة) . وسعة المنحنى الضوئي لهذا الجسم ΔM = 0.21±0.06.
يشير تحليل قياس الإشعاع الحراري المشترك (2002 UX25) من قياسات مقراب سبيتزر الفضائي ومقراب هيرشل الفضائي إلى قطر فعال يبلغ 692 ± 23 كم وبياض قدرة 0.107+0.005
−0.008. وعلى افتراض بياض متساوي للجرم الرئيسي وقمرة يمكن تقدير الحجم في حدود ~ 664 كم و ~ 190 كم، على التوالي.
(2002 UX25) له طيف أحمر (أكثر من فارونا) في الضوئي المرئي والأشعة تحت الحمراء القريبة ولكن لديه ميل سلبي في النطاق-K، مما قد يشير إلى وجود مركبات الميثانول على سطحة.

## قمر
قمر (55637) 2002 UX25 أعلن عنة في المكتب المركزي للبرقيات الفلكية IAUC 8812 في 22 فبراير 2007  تم أكتشاف القمر باستخدام مرصد هابل الفضائي في أغسطس 2005. أثناء العثور على القمر كان على بعد 0.16 ثانية قوسية من الجرم الرئيسي بقدر ظاهري 2.5. ويدور حول الجرم الرئيسي في 8.309±0.0002 يوم  على بعد 4770±40 كم مما يجعل مقدار كتلة النظام (1.25±0.03)×1020 كـg. وينحرف مدار القمر بمقدار 0.17±0.03.
ويقدر قطر هذا القمر في حدود 210±30 كـم . على افتراض أن لة نفس بياض الجرم الرئيسي، وسيكون قطره 190 كم، على افتراض بياض قدرة 0.05 (البياض النموذجي لجسم حزام كايبر كلاسيكي من حجم نفسة).